# Elena Pavlovna Romanova
Elena Pavlovna Romanova, (in russo Елена Павловна? (San Pietroburgo, 24 dicembre 1784 – Ludwigslust, 24 settembre 1803), è stata granduchessa di Russia per nascita e duchessa ereditaria di Meclemburgo-Schwerin per matrimonio.

## Famiglia d'origine
Elena Pavlovna era la quarta figlia dello zar Paolo I (1754–1801) e della zarina Marija Fëdorovna nata Sofia Dorotea di Württemberg (1759–1828), era sorella dei futuri zar Alessandro I e Nicola I di Russia.
La nascita di una seconda figlia fu una felice notizia per suo padre. Si diceva che la granduchessa Elena fosse molto bella, tanto che la nonna, l'imperatrice Caterina II di Russia la soprannominò "Elena di Troia". La stessa nonna paterna supervisionò anche l'educazione di Elena che, come tutte le altre principesse della sua epoca, imparò le lingue straniere, l'arte, la letteratura e la musica.
Tra tutti i suoi fratelli, tre maggiori e sei minori, Elena fu molto legata alla sorella maggiore Aleksandra.

## Matrimonio
Se i maschi reali sono passati alla storia per le loro decisioni politiche e militari, le donne hanno avuto un ruolo decisivo a unire attraverso il sangue e il matrimonio tutte le famiglie reali europee. La madre di Elena, Sofia Dorotea di Württemberg (ormai conosciuta come Maria Fëdorovna dopo il suo battesimo nella fede ortodossa), fu un'ottima sensale per le figlie.
Verso la fine dell'anno 1790 Elena fu promessa in sposa al principe ereditario Federico Ludovico di Meclemburgo-Schwerin (1778-1819), figlio del granduca Federico Francesco I di Meclemburgo-Schwerin (1756-1837) e della granduchessa Luisa di Sassonia-Gotha-Altenburg (1756-1808).
Il matrimonio si celebrò nel palazzo di Gatčina il 23 ottobre del 1799.
Elena si trasferì con il marito nella città di Schwerin, dove entrò a far parte della corte, molto diversa da quella opulenta di San Pietroburgo. A parte gli sforzi per adattarsi al suo nuovo ambiente, Elena ebbe una vita matrimoniale felice, che venne presto allietata ulteriormente dalla nascita di due figli:
- Paolo Federico, granduca di Meclemburgo-Schwerin, nato il 15 settembre 1800 e morto il 7 marzo del  1842;
- Maria Luisa, nata il 31 marzo 1803 e morta il 26 ottobre del  1862, sposò il duca Giorgio di Sassonia-Altenburg.

L'anno 1801 fu particolarmente duro per Elena, la quale perdette nel giro di pochi giorni due dei suoi famigliari. Il 16 marzo moriva di parto a Vienna l'amatissima sorella Aleksandra e, otto giorni dopo, a San Pietroburgo veniva assassinato il padre Paolo I.
Nel settembre del 1803 Elena si ammalò improvvisamente e poco tempo dopo, il 24 dello stesso mese, morì. Venne inumata nel Mausoleo Elena Pavlovna di Ludwigslust, chiamato così in sua memoria. Molti membri della dinastia Meclemburgo-Schwerin vi sono sepolti, compresa la seconda moglie di suo marito.

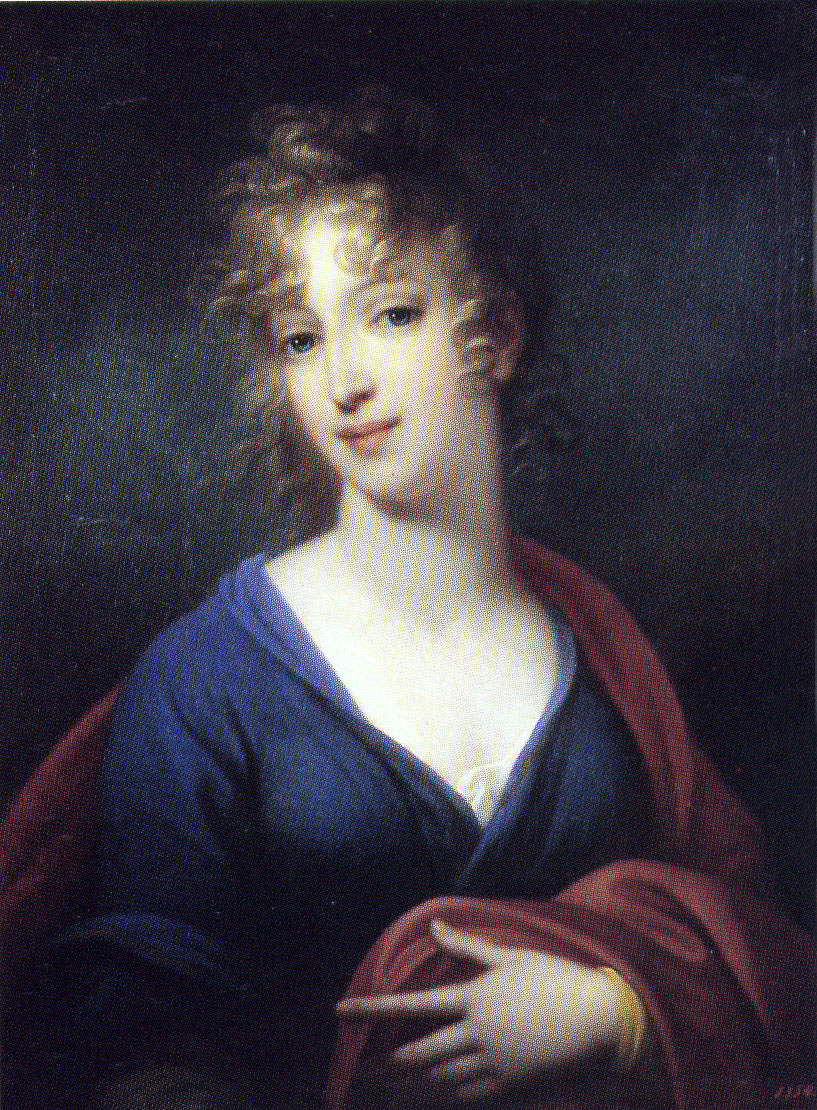
Elena Pavlovna ritratta da Josef Grassi nel 1802.

## Ascendenza
|                                         |                                   |                                           | Genitori                                 |  |  | Nonni |  |  | Bisnonni                           |  |  | Trisnonni                       |  |
|                                         |                                   |                                           |                                          |  |  |       |  |  | Carlo Federico di Holstein-Gottorp |  |  | Federico IV di Holstein-Gottorp |  |
|                                         |                                   |                                           |                                          |  |  |       |  |  | Carlo Federico di Holstein-Gottorp |  |  | Federico IV di Holstein-Gottorp |  |
|                                         |                                   | Edvige Sofia di Svezia                    |                                          |  |  |       |  |  | Carlo Federico di Holstein-Gottorp |  |  |                                 |  |
| Pietro III di Russia                    |                                   |                                           |                                          |  |  |       |  |  | Carlo Federico di Holstein-Gottorp |  |  |                                 |  |
|                                         |                                   | Anna Petrovna Romanova                    | Pietro I di Russia                       |  |  |       |  |  |                                    |  |  |                                 |  |
|                                         |                                   | Anna Petrovna Romanova                    | Pietro I di Russia                       |  |  |       |  |  |                                    |  |  |                                 |  |
|                                         |                                   | Anna Petrovna Romanova                    | Caterina I di Russia                     |  |  |       |  |  |                                    |  |  |                                 |  |
| Paolo I di Russia                       |                                   | Anna Petrovna Romanova                    |                                          |  |  |       |  |  |                                    |  |  |                                 |  |
|                                         |                                   | Cristiano Augusto di Anhalt-Zerbst        | Giovanni Luigi I di Anhalt-Zerbst        |  |  |       |  |  |                                    |  |  |                                 |  |
|                                         |                                   | Cristiano Augusto di Anhalt-Zerbst        | Giovanni Luigi I di Anhalt-Zerbst        |  |  |       |  |  |                                    |  |  |                                 |  |
|                                         |                                   | Cristiano Augusto di Anhalt-Zerbst        | Cristina di Zeutsch                      |  |  |       |  |  |                                    |  |  |                                 |  |
| Caterina II di Russia                   |                                   | Cristiano Augusto di Anhalt-Zerbst        |                                          |  |  |       |  |  |                                    |  |  |                                 |  |
|                                         |                                   | Giovanna di Holstein-Gottorp              | Cristiano Augusto di Holstein-Gottorp    |  |  |       |  |  |                                    |  |  |                                 |  |
|                                         |                                   | Giovanna di Holstein-Gottorp              | Cristiano Augusto di Holstein-Gottorp    |  |  |       |  |  |                                    |  |  |                                 |  |
|                                         |                                   | Giovanna di Holstein-Gottorp              | Albertina Federica di Baden-Durlach      |  |  |       |  |  |                                    |  |  |                                 |  |
| Elena Pavlovna Romanova                 |                                   | Giovanna di Holstein-Gottorp              |                                          |  |  |       |  |  |                                    |  |  |                                 |  |
|                                         | Carlo I Alessandro di Württemberg | Federico Carlo di Württemberg-Winnental   |                                          |  |  |       |  |  |                                    |  |  |                                 |  |
|                                         | Carlo I Alessandro di Württemberg | Federico Carlo di Württemberg-Winnental   |                                          |  |  |       |  |  |                                    |  |  |                                 |  |
|                                         | Carlo I Alessandro di Württemberg | Eleonora Giuliana di Brandeburgo-Ansbach  |                                          |  |  |       |  |  |                                    |  |  |                                 |  |
| Federico II Eugenio di Württemberg      | Carlo I Alessandro di Württemberg |                                           |                                          |  |  |       |  |  |                                    |  |  |                                 |  |
|                                         |                                   | Maria Augusta di Thurn und Taxis          | Anselmo Francesco di Thurn und Taxis     |  |  |       |  |  |                                    |  |  |                                 |  |
|                                         |                                   | Maria Augusta di Thurn und Taxis          | Anselmo Francesco di Thurn und Taxis     |  |  |       |  |  |                                    |  |  |                                 |  |
|                                         |                                   | Maria Augusta di Thurn und Taxis          | Maria Ludovica Anna di Lobkowicz         |  |  |       |  |  |                                    |  |  |                                 |  |
| Sofia Dorotea di Württemberg            |                                   | Maria Augusta di Thurn und Taxis          |                                          |  |  |       |  |  |                                    |  |  |                                 |  |
|                                         |                                   | Federico Guglielmo di Brandeburgo-Schwedt | Filippo Guglielmo di Brandeburgo-Schwedt |  |  |       |  |  |                                    |  |  |                                 |  |
|                                         |                                   | Federico Guglielmo di Brandeburgo-Schwedt | Filippo Guglielmo di Brandeburgo-Schwedt |  |  |       |  |  |                                    |  |  |                                 |  |
|                                         |                                   | Federico Guglielmo di Brandeburgo-Schwedt | Giovanna Carlotta di Anhalt-Dessau       |  |  |       |  |  |                                    |  |  |                                 |  |
| Federica Dorotea di Brandeburgo-Schwedt |                                   | Federico Guglielmo di Brandeburgo-Schwedt |                                          |  |  |       |  |  |                                    |  |  |                                 |  |
|                                         |                                   | Sofia Dorotea di Prussia                  | Federico Guglielmo I di Prussia          |  |  |       |  |  |                                    |  |  |                                 |  |
|                                         |                                   | Sofia Dorotea di Prussia                  | Federico Guglielmo I di Prussia          |  |  |       |  |  |                                    |  |  |                                 |  |
|                                         |                                   | Sofia Dorotea di Prussia                  | Sofia Dorotea di Hannover                |  |  |       |  |  |                                    |  |  |                                 |  |
|                                         |                                   | Sofia Dorotea di Prussia                  |                                          |  |  |       |  |  |                                    |  |  |                                 |  |